# Bistum Banmaw
Das Bistum Banmaw (lat.: Dioecesis Banmavensis) ist eine in Myanmar gelegene römisch-katholische Diözese mit Sitz in Banmaw. 

## Geschichte
Das Bistum Banmaw wurde am 28. August 2006 durch Papst Benedikt XVI. mit der Apostolischen Konstitution Venerabiles Fratres aus Gebietsabtretungen des Bistums Myitkyina errichtet und dem Erzbistum Mandalay als Suffraganbistum unterstellt. Erster Bischof wurde Raymond Sumlut Gam.